# بژوزووی بورک
بژوزووی بورک (به لهستانی:  Brzozowy Borek) یک روستا در لهستان است که در گمینا دانبرووا بیاووستوتسکا واقع شده‌است.